# Serra de São Macário
O monte de São Macário é uma elevação de Portugal Continental que integra a Serra da Arada, com 1052 metros de altitude máxima (no Alto de São Macário). Localiza-se a pouco mais de 10 km a norte de São Pedro do Sul.

## São Macário

### Origens
No século XII esta serra era denominada mons magaio ou mons macario, em honra a Macarius, possivelmente uma divindade naturalística lusitana.

### A lenda
Macário, filho de um rico castelão, num dia de caça matou acidentalmente o pai. Como penitência, tornou-se eremita, vindo numa gruta nesta serra e dedicou o resto dos seus dias à oração e à proteção dos animais que anteriormente caçava.

### As capelas
As duas capelas existentes na serra, têm origem em 1675 (São Macário de Cima) e 1769 (São Macário de Baixo).